# Kolat
Kolat ist ein türkischer männlicher Vorname und Familienname. Der Name bedeutet sinngemäß „sei behilflich“.

## Namensträger

### Familienname
- Cary J. Kolat (* 1973), US-amerikanischer Ringer
- Dilek Kolat (* 1967), türkisch-deutsche Politikerin (SPD), Mitglied des Abgeordnetenhauses von Berlin und Senatorin, siehe Dilek Kalayci
- Kenan Kolat (* 1959), türkisch-deutscher Ingenieur, Ex-Bundesvorsitzender der Türkischen Gemeinde in Deutschland e.V. (TGD)